# Андрей Гречко
Андрѐй Анто̀нович Гречко̀ е съветски военачалник, държавен и партиен деец, маршал на Съветския съюз. От 1953 г. е главнокомандващ на групата съветски войски в Германия. От 1957 г. е главнокомандващ на Сухопътните войски на Съветската армия. В периода 1967 – 1976 г. е министър на отбраната на СССР. Член на ЦК на КПСС от 1961 до 1976 г. (кандидат от 1952), член на Политбюро на ЦК на КПСС от 1973 до 1976 г. (първия министър на отбраната, включен в Политбюро, след 16-годишното прекъсване от оставката на Жуков).

## Биография
Андрей Антонович Гречко е роден на 4 октомври 1903 г. в село Голодаевка (сега Куйбишево в Куйбишевски район на Ростовска област), в семейство на украински селяни. В Червената армия е от 1919 г. Завършва кавалерийска школа през 1926 г., Военната академия „Фрунзе“ – през 1936 г. и Генералщабната военна академия – приз 1941 г.
Участва в Гражданската война в Русия като редник. След завършването на кавалерийската школа в Таганрог, командва взвод, а после и ескадрон. От октомври 1938 г. е началник-щаб на Специалната кавалерийска дивизия и участва в похода в Западна Беларус през септември следващата година.

### Втора световна война
В първите дни на Великата Отечествена война, Андрей Антонович работи в Генералния щаб. От юли 1941 г. командва 34-та кавалерийска дивизия, която в първата половина на август влиза в бой с германските войски южно от Киев и до януари 1942 г. се сражава в състава на 26-а армия и 38-а армия, а после и 6-а армия на територията на Лявобрежна Украйна.
На 15 януари 1942 г., Гречко е назначен за командир на 5-и кавалерийски корпус, взел участие в Барвенково-Лозовската операция. От март оглавява оперативна група войски, която в състава на Южния фронт води упорити боеве с превъзхождащите сили на противника в Донбас. От 15 април същата година командва 12-а армия, отбраняваща се на ворошиловградското направление, от септември – 47-а армия, а от октомври – 18-а армия, сражаваща се на туапсинското направление.
От януари 1943 г., Андрей Гречко е командир на 56-а армия, която, в хода на ожесточени боеве, пробива силно укрепената отбрана на противника и излиза на подстъпите към Краснодар, а в периода февруари – април е прехвърлена в състава на Северокавказския фронт и участва в Краснодарската настъпателна операция. От октомври същата година, Гречко е заместник-командир на войските на Воронежкия (от 20 октомври преименуван на 1-ви Украински) фронт.
На 14 декември 1943 г. е назначен за командир на 1-ва гвардейска армия, която участва последователно в Житомирско-Бердичевската, Проскурово-Черновицката, Лвовско-Сандомирската, Западнокарпатската, Моравско-Остравската и Пражката операции.

### Следвоенна кариера
След края на войната, до 1953 г. Гречко командва войските на Киевския военен окръг. От 1953 г. е назначен за главнокомандващ на групата съветски войски в Германия – в качеството си на такъв, организира потушаването на вълненията в ГДР през юни същата година. През 1955 г. му е присвоено воинското звание маршал на Съветския съюз. От ноември 1957 г. Гречко е първи заместник-министър на отбраната на СССР и главнокомандващ на Сухопътните войски. От 1960 г. е първи заместник-министър и главнокомандващ на Обединените въоръжени сили на държавите – участнички във Варшавския договор. През 1961 по негова инициатива е построен нов стадион за ПФК ЦСКА Москва. През 70-те години Гречко е председател на редакционната колегия, която съставя официалната история на СССР за периода на Втората световна война.
Андрей Антонович умира на 26 април 1976 г. Урната с праха му се съхранява в некропола на Кремълската стена на Червения площад в Москва.
Интересни факти: Първата заповед на Гречко като министър на отбраната била забраната на офицерите да носят чадъри. Те не влизали в униформата и пречели на отдаването на чест.

## Награди
- Шест ордена „Ленин“
- Три ордена „Червено знаме“
- Два ордена „Суворов“ – I степен
- Два ордена „Кутузов“ – I степен
- Два ордена „Богдан Хмелницки“ – I степен
- Орден „Суворов“ – II степен
- Орден „За служба на Родината във въоръжените сили на СССР“ – III степен
- Медали
- Чуждестранни ордени
- Почетно оръжие
- През 1969 г. е удостоен със званието Герой на Чехословашката социалистическа република.
- С Указ на Президиума на Върховния съвет на СССР, на 1 февруари 1958 г. „за мъжество и героизъм, проявени в борбата с немско-фашистките агресори“, на Андрей Антонович Гречко е присвоено званието Герой на Съветския съюз – с връчване на орден „Ленин“ и медал „Златна звезда“
- С Указ на Президиума на Върховния съвет на СССР, на 16 октомври 1973 г. „за заслуги към Родината в строителството и укрепването на въоръжените сили на СССР“, маршал Гречко е награден с втори медал „Златна звезда“

На двукратния герой на СССР е издигнат бронзов бюст в родното му място. Неговото име носят Военноморската академия, булевард в Москва, улици в градовете Киев, Славянск (Донецка област) и Ровенки (Луганска област). На зданието на щаба на Киевския военен окръг е била издигната мемориална плоча.

## Военни звания
- Полковник
- Генерал-майор – 9 ноември 1941 г.
- Генерал-лейтенант – 28 април 1943 г.
- Генерал-полковник – 9 октомври 1943 г.
- Армейски генерал – 3 август 1953 г.
- Маршал на Съветския съюз – 11 март 1955 г.

## Съчинения
- Высокое призвание. Москва. 1962 г.
- Битва за Кавказ. Москва. Воениздат. 1967 г.
- На страже мира и строительства коммунизма. Москва. 1971 г.
- Через Карпаты. 1972 г.
- Освобождение Киева. Краткий военно-исторический очерк. Москва. 1973 г.
- Вооруженные Силы Советского государства. Москва. 1975 г.
- Годы войны. 1941 – 1943. Москва. 1976 г.